# Bloemenbier
La Bloemenbier è una birra bionda belga aromatizzata con i fiori.
La birra è prodotta dalla brasserie De Proefbrouwerij nel villaggio fiammingo di Lochristi, famoso soprattutto per le sue coltivazioni floreali che danno il nome alla birra (il termine bloemen in fiammingo significa infatti 'fiori').
La bottiglia viene avvolta in un incarto che non espone la bevanda a fonti dirette di luce che potrebbero alterarne il sapore e perciò viene spesso servita strappando l'incarto in prossimità del tappo.

## Caratteristiche
La Bloemenbier appartiene alle birre belghe ad alta fermentazione della categoria Strong Ale. Presenta un colore dorato, quasi ambrato e ha un tenore alcolico del 7,0%.
La schiuma si presenta abbondante e corposa ma tende a svanire rapidamente una volta versata. Ha un aroma particolarmente dolce e floreale che ne rispecchia il gusto.
La dolcezza della birra deriva dalla brassatura effettuata utilizzando due varietà di fiori tipiche del villaggio di Lochristi e mantenute segrete dal produttore.